# Ischias
Ischias är obehag eller smärta från ischiasnerven ner i benet. Ovanligt svår irritation på ischiasnerven kan göra att den drabbade upplever vanliga promenader som svåra eller till och med omöjliga.
Det finns också så kallad falsk ischias, som kan bero på muskulär påverkan på ischiasnerven där den går genom rygg- och höftnära muskler, vilket kan förekomma vid ryggskott. Lateral spinal stenos kan likaså likna ischias.

## Orsaker
Vid diskbråck kan ischiasnervens rot bli hoptryckt, och ger då smärtkänslor ute i kroppen som kallas ischias. Ischias kommer smygande eller hastigt i ischiasnervens utbredningsområde i lår, underben och fot. Det är inte enbart det mekaniska trycket mot nerven som ger den ilskna smärtan utan också en kemisk förändring i nerven och dess omgivning som bidrar till detta.
En klämd nerv från en disk-skiva kan vara en orsak till ischias, men det finns också andra: 
- Tumörer
- En irritation av nerven från intilliggande ben
- Inre blödningar
- Problem med muskler
- Skador
- Infektioner i eller runt ländryggen

Ischiasnerven kan även bli irriterad vid graviditet. 
Ischias kan bland annat orsakas av en skada på en broskskiva, en avsmalning av ryggraden vilket sätter tryck på nerven (ryggmärgsstenos) samt bäckenfraktur eller annan skada. I många fall är dock orsaken till tillståndet okänd.

## Riskfaktorer och symptom
Riskfaktorer är bland annat degenerativ artrit i ländryggen, disksjukdom i ländryggen, diskbråck och direkt trauma eller skada på ländryggen.
En irritation orsakar:
- En brännande känsla
- Direkt smärta
- Strålningar ner från skinkan
- Domningar eller stickningar utstrålande från nedre delen av ryggen

Detta leder till smärta i skinkan, höfter och benen. Problem med ischiasnerven kan även göra att man upplever smärta runt höften eller skinkan.

## Behandlingar
Oftast försvinner ischias av sig självt inom några veckor till enstaka månader. Om behandling är nödvändigt, kan behandling ske i form av rehabiliterande övningar, kirurgi, och/eller läkemedelsbehandling.
En del vänder sig till kiropraktorer vid ischias. Men effekter av manuella terapier har inte vetenskapligt påvisats.
Det finns inte heller vetenskapliga belägg för alternativmedicinen naprapati som manuell terapi. En naprapat ger ofta instruktioner till stretchövningar som påstås göra att patienten blir mer flexibel på baksidan. Övningarna sägs också stärka dina muskler vilket stabiliserar ryggraden och påstås minska riskerna för liknande skador i framtiden.